# Ferdinand Domela Nieuwenhuis
Pour les articles homonymes, voir Domela Nieuwenhuis.
Ferdinand Domela Nieuwenhuis, né à Amsterdam le 31 décembre 1846 et mort à Hilversum le 18 novembre 1919, est un militant anarchiste et antimilitariste, figure importante du mouvement libertaire néerlandais. 
Il est considéré comme un des fondateurs du mouvement socialiste aux Pays-Bas. Il a également été le fondateur du périodique De Vrije Socialist (nl).

## Biographie
Son père, Ferdinand Jacobus Nieuwenhuis est un pasteur et professeur de théologie luthérien. Sa mère, née Henriette Frances Berry, meurt alors qu'il n'a que dix ans. En 1859, la famille est autorisée à ajouter le nom de la grand-mère, Domela, au nom de la famille afin que son nom ne disparaisse pas.
Il devient lui-même pasteur luthérien et commence à desservir différentes paroisses hollandaises. Mais à la suite de différentes lectures (parmi lesquelles les œuvres de théologiens protestants libéraux, Ernest Renan et David Friedrich Strauss), il perd peu à peu la foi et arrête de prêcher en 1879.
Il a été marié 4 fois, trois de ses conjointes étant mortes en couches :
- En 1870, il se marie avec Johanna Lulofs, dont il aura 2 fils ; elle meurt en 1872.
- Il se remarie en 1874 avec Johanna Adriana Verhagen, avec qui il aura deux filles ; elle meurt en 1877.
- Il se remarie encore en 1880 avec Johanna Frederika Schingen Hagen, avec qui il aura un fils ; elle meurt en 1884.
- Il se remarie une dernière fois en 1891 avec Johanna Egberta Godthelp, avec qui il aura une fille et deux fils.

### De la social-démocratie à l'anarchisme
En 1881, Nieuwenhuis devient l'homme fort de la Ligue sociale-démocrate (SDB). La SDB combattait pour le suffrage universel et soutenait les actions des travailleurs socialistes, y compris la grève. Il défend le principe de la « grève générale » mais reste très critique vis-à-vis du syndicalisme.  
Sous la houlette de Nieuwenhuis le parti devient de plus en plus important. En 1887, il fut condamné à une peine de prison pour avoir critiqué la royauté dans un article, bien qu'il ne soit pas certain qu'il ait effectivement écrit cet article. Il laisse le souvenir d'un orateur particulièrement bouillant, qui fait forte impression aux réunions d'ouvriers de l'industrie ou de l'agriculture.
En 1888, il est élu à la Seconde Chambre des États généraux (Tweede Kamer), une des deux chambres composant le parlement des Pays-Bas.  Il a été le premier et à l'époque le seul socialiste élu au parlement.  Il y a siégé jusqu'en 1891.
En sa qualité de député, il défend le suffrage universel, la journée de travail de huit heures, la protection des enfants, l'émancipation des femmes, les soins médicaux, la pension pour les personnes âgées. Il avance également des idées que les sociaux-démocrates, par la suite, jugèrent trop radicales : l'instauration de la république, l'émancipation des colonies, la lutte contre la guerre au moyen de grèves et par le refus de porter les armes.
Déçu par son expérience parlementaire, Domela, après 1891, évolue de plus en plus vers l'anarchisme, c'est-à-dire qu'il devint partisan d'un socialisme sans État. Dans cette forme de société, les entreprises devaient être gérées par des fédérations d'associations ouvrières, contrôlées par la fédération de communes. Les termes tels qu'autonomie, liberté réciproque, coopération sur base d'égalité, fédéralisme, décentralisation, déclarer la guerre à la guerre, etc., reviennent fréquemment sous sa plume.

## Anti-militarisme
En juin 1904, il organise le Congrès antimilitariste d'Amsterdam qui donnera naissance à l'Association Internationale Antimilitariste.

## Œuvres
Sa bibliographie mentionne au moins cent soixante-deux livres et brochures et soixante-sept traductions.
- Le Socialisme en danger, préf. Élisée Reclus, Bruxelles, 1894 ; Payot, 1975, [lire en ligne].
- L'éducation libertaire : conférence, Paris, Les Temps nouveaux, 1900. Réédition précédée du texte de la conférence de Henri Roorda : L'école ou l'apprentissage de la docilité dans Études Jean-Jacques Rousseau, n° 9, 1997, p. 247-260 [lire en ligne].
- Le militarisme et l'attitude des anarchistes et socialistes révolutionnaires devant la guerre, Paris, Les Temps nouveaux, 1901 [lire en ligne].

## Musée
Un musée est consacré à Ferdinand Domela Nieuwenhuis, à Heerenveen, province de Frise, Pays-Bas.

## Notices
- Ressource relative aux beaux-arts :   - Union List of Artist Names
- Ressource relative à plusieurs domaines :   - ODIS
- Notices dans des dictionnaires ou encyclopédies généralistes :   - Biografisch Woordenboek van Nederland
  - Biografisch Portaal van Nederland
  - Deutsche Biographie
  - Store norske leksikon
  - Treccani
- Notices d'autorité :   - VIAF
  - ISNI
  - BnF (données)
  - IdRef
  - LCCN
  - GND
  - Italie
  - CiNii
  - Espagne
  - Pays-Bas
  - Pologne
  - Israël
  - NUKAT
  - Catalogne
  - Australie
  - Tchéquie
  - WorldCat
- L'Éphéméride anarchiste : notice biographique.
- René Bianco, 100 ans de presse anarchiste : notice.
- (nl) Biografisch Woordenboek van Nederland : Nieuwenhuis, Ferdinand (1846-1919).